# Вангел Будина
Вангел Василев Будина (на арумънски: Vangel Budina) е български революционер от арумънски произход, войвода на Вътрешната македоно-одринска революционна организация.

## Биография
Будина е роден в костурското село Габреш, днес Гаврос, Гърция и по народност е влах. В 1895 годна участва в Четническата акция на Македонския комитет в четата на поручик Васил Мутафов. Връща се в родното си Костурско и в 1898 година става четник при Коте Христов, а по-късно при Васил Чекаларов и Митре Влаха. След 1903 година действа в Костурско и Преспанско. В 1908 година е обграден от турска войска в къща в село Лънги, Преспанско и след целодневно сражение, привършил патроните излиза на балкона на къщата и се самоубива.